# Красная линия (Екатеринбург)
Красная линия — пешеходный туристический маршрут в Екатеринбурге для самостоятельного прохождения жителями и гостями города экскурсии по историческому центру города.

## История
Автором идеи проекта выступил блоггер ЖЖ и на тот момент советник министра экономики Свердловской области Дмитрий Владимирович Калаев. Идея обсуждалась в Интернете, в её обсуждении приняли участие почти 11 тысяч человек, которые и определили голосованием, какие достопримечательности будут включены в маршрут.
Некоммерческий проект был реализован волонтёрами Екатеринбурга при финансовой поддержке предпринимателей и с одобрения администрации города. В число организаторов входил и «отец уральского Интернета» Евгений Зорин. Маршрут нанесён красной дорожной краской на тротуары центральной части города Екатеринбурга. Точки обзора достопримечательностей обозначены нумерацией, также нанесенной краской на тротуар, что при наличии путеводителя позволяет ориентироваться на маршруте и без помощи экскурсовода.
Длина Красной линии Екатеринбурга на момент основания составляла около 6,5 километров.
В настоящий момент длина линии составляет 9 км.
В день открытия Красной линии 18 июня 2011 г. волонтёры сами были гидами, с 12.00 до 14.00 бесплатно проводя всех желающих по маршруту Красной линии.
16 мая 2013 года у Красной линии Екатеринбурга на время появился мобильный аудиогид. Рядом с достопримечательностями на асфальте были написаны номера телефонов, позвонив на которые, можно было услышать историю этой достопримечательности на русском или английском языке в исполнении журналистов, музыкантов и английского полиглота. Аудиогид существовал один год. Сейчас аудиозапись маршрута можно бесплатно прослушать или скачать на сайте проекта (доступен на русском и английском языке).
В 2018 году Красная линия стала официальным городским туристическим маршрутом во время проведения Чемпионата Мира по футболу.
В 2020 году маршрут линии вынужденно видоизменили после благоустройства набережной реки Исеть.
В 2021 году проект обновил свой логотип и сайт, пользоваться им стало гораздо удобнее.
В 2022 году туристический маршрут после народного голосования был удлинён (ранее длина маршрута составляла около 6 километров) — в него вошли новые городские достопримечательности, которые появились в Екатеринбурге за то время, что существует «Красная линия». В частности, культурно-просветительский центр «Эрмитаж-Урал», Ельцин Центр, деловой квартал Екатеринбург-Сити.  Теперь все девять километров маршрута сопровождает яркая свежая линия, поэтому прогулка точно будет комфортной! Скачать и прослушать аудиогид по «Красной линии», а также записаться на экскурсию можно на сайте проекта или в приложении izi.Travel.  Также в 2023 году при поддержке екатеринбургского радио «Город FM 107.6» записан и выпущен обновленный аудиогид по «Красной линии» на русском и английском языках.
Ежегодно в ночь на третью субботу мая проходит международный проект Ночь музеев. Красная линия традиционно принимает в нем участие со своими бесплатными экскурсиями. Проводятся экскурсии силами гидов-экскурсоводов от туристической фирмы партнера проекта. Экскурсии начинаются в 19:00, группы отправляются от Капсулы времени, что на Плотинке (западная часть Исторического сквера).

## Описание маршрута

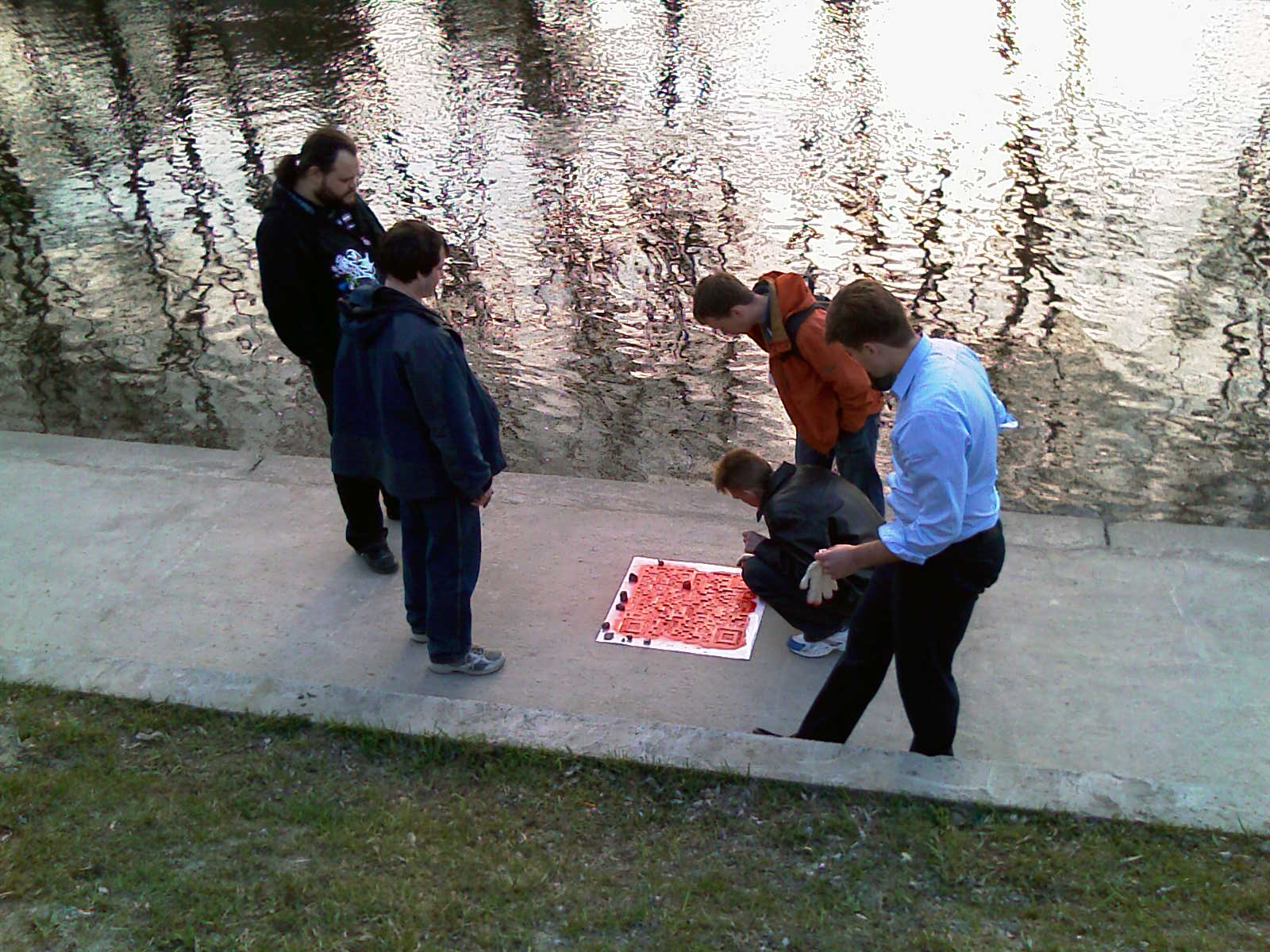
Дмитрий Калаев и единомышленники рисуют первый пункт «Красной линии» 29 апреля 2011 года в рамках «Субботника на Клавиатуре»

Первой точкой маршрута является памятник В. И. Ленину на Площади 1905 года. Поскольку маршрут закольцован, то сюда же он и возвращается, замыкая Красную Линию. Всего в маршрут Красной Линии c 2022 года входят 39 достопримечательностей:
1. Площадь 1905 года
2. Второй Дом Советов (Екатеринбург)

Памятник The Beatles

3. Октябрьская площадь (Екатеринбург)
4. Екатеринбург Сити
5. Ельцин Центр
6. Сквер в честь 275-летия Екатеринбурга
7. Набережная Рабочей Молодёжи
8. Мужская гимназия
9. Исторический сквер
10. Музеи Исторического сквера
11. Площадь Труда (Екатеринбург)
12. Дом связи (Нулевой километр)
13. Дом Севастьянова
14. Усадьба Тарасова — Резиденция губернатора Свердловской области
15. Литературный квартал
16. Храм-на-Крови
17. Усадьба Расторгуевых — Харитоновых
18. Свердловская государственная академическая филармония
19. Дом Метенкова
20. Музей истории Екатеринбурга
21. Первый городской театр
22. Дом печати — (Типография «Уральский рабочий»)
23. Площадь Парижской Коммуны (Екатеринбург)
24. Екатеринбургский государственный академический театр оперы и балета
25. Памятник Владимиру Высоцкому и Марине Влади
26. Высоцкий (небоскрёб)
27. Американская гостиница
28. Городская электростанция «Луч»
29. Памятник Beatles
30. Памятник клавиатуре
31. Дом Чувильдина
32. Русская медная компания
33. Художественный музей Эрнста Неизвестного
34. Дом Поклевских-Козелл
35. Дом обороны
36. Большой Златоуст
37. Дом контор
38. Эрмитаж Урал
39. Улица Вайнера

## Развитие идеи
В 2012 году в Екатеринбурге, по инициативе администраци города, появилась вторая линия — жёлтая. Новый маршрут частично совпал со старым и объединил достопримечательности, рекомендуемые для посещения туристам на велосипедах, скейтбордах и роликовых коньках.
В 2018 году по инициативе Екатеринбургской епархии и администрации города добавилась третья — синяя — линия. Это туристско-паломнический маршрут по местам, связанным с семьёй императора Николая II. Торжественное открытие маршрута было приурочено к 100-летию со дня гибели царской семьи.
В 2020 году в городе появилась четвёртая линия — фиолетовая. Линия связала 29 арт-объектов города, созданных в рамках фестиваля уличного искусства «Стенограффия».